# خورخورة (مقاطعة بيجار)
خورخورة (بالفارسية: خورخوره) هي قرية تقع في إيران في قسم خورخورة الريفي. يقدر عدد سكانها بـ 727 نسمة بحسب إحصاء 2016.